# سال خوش
سال خوش یک مجموعه تلویزیونی ایرانی محصول سال ۱۳۷۴ به کارگردانی و تهیه‌کنندگی مهران مدیری و نویسندگی رضا عطاران است که در نوروز ۱۳۷۴ و پس از مجموعهٔ ساعت خوش از شبکه دو سیما پخش شد.

## بازیگران
- مهران مدیری
- رضا عطاران
- سعید آقاخانی
- رضا شفیعی‌جم
- ارژنگ امیرفضلی
- نصرالله رادش
- حمید لولایی
- یوسف صیادی
- حسین رفیعی
- نعیمه نظام‌دوست
- پوپک گلدره
- فاطمه هاشمی
- طیبه ابراهیم